# Phoroncidia truncatula
Phoroncidia truncatula är en spindelart som först beskrevs av Embrik Strand 1909.  Phoroncidia truncatula ingår i släktet Phoroncidia och familjen klotspindlar. Inga underarter finns listade i Catalogue of Life.